# Barbarian: The Ultimate Warrior
Barbarian: The Ultimate Warrior (Death Sword negli Stati Uniti) è un videogioco picchiaduro a incontri a tema fantasy, realizzato da Palace Software e pubblicato nel 1987 per Commodore 64. Venne convertito per molti altri computer a 8 bit e a 16 bit. Le edizioni americane vennero pubblicate dalla Epyx.
Un omaggio al fantasy eroico, si fece notare per l'ottima grafica e la dose di violenza. Fu un grande successo sul Commodore 64 e rappresenta il primo classico nella storia dei picchiaduro a incontri con armi bianche.
Memorabile fu anche la copertina originale, con la prosperosa modella Maria Whittaker che posa seminuda.
Un sequel, dal titolo Barbarian II: The Dungeon of Drax, è stato pubblicato nel 1988.

## Trama
Il giocatore controlla un guerriero barbaro dotato di spada che, nella modalità a un giocatore, deve affrontare una serie di incontri per salvare una principessa, tenuta prigioniera dal mago malvagio Drax. 
I primi duelli avvengono all'aperto, gli ultimi in un'arena sotto lo sguardo di Drax e della donna. Infine Drax in persona scende nell'arena e affronta il barbaro facendo uso di proiettili magici. Se riesce a schivarli, l'eroe uccide Drax con un solo fendente e viene raggiunto dalla principessa.

## Modalità di gioco
Il picchiaduro è bidimensionale e a schermata fissa, con differenti arene di sfondo e una cornice decorativa, formata da due serpenti avvinghiati e dal logo del gioco.
Si può affrontare una modalità allenamento, la sfida in multigiocatore uno contro uno, oppure una serie di otto livelli in giocatore singolo contro avversari sempre più difficili.
Le mosse disponibili sono sedici, otto di movimento e otto di combattimento, queste ultime ottenute combinando i controlli direzionali con il pulsante di fuoco. I due contendenti sono armati di grosse spade a due mani, eccetto l'ultimo livello dove il mago lancia proiettili magici.
Il giocatore controlla sempre lo stesso personaggio e gli avversari sono altri barbari molto simili a lui (eccetto il mago finale), che nella maggior parte delle versioni si differenziano esteticamente per i colori delle casacche indossate.
I punti ferita di ciascun contendente sono rappresentati da sei sfere rosse che i colpi subiti rimuovono mezza alla volta; tuttavia, dando il colpo giusto al momento giusto, l'avversario può essere decapitato, vincendo l'incontro all'istante.
A scopo decorativo, dopo ogni incontro arriva un mostricciattolo che trascina il morto fuori dall'arena, e se è stato decapitato calcia via la testa mozzata.

### Conversioni
Rispetto all'originale Commodore 64, la versione Amstrad CPC usa una ricca tavolozza di colori, ma è più povera nel sonoro. La versione ZX Spectrum, macchina più limitata, nella parte attiva della scena usa grafica monocromatica, ma comunque molto rifinita.
Alle versioni Amiga e Atari ST, oltre alle ovvie migliorie grafiche permesse dalle superiori macchine, vennero aggiunti effetti sonori digitalizzati tratti dal film Yado. L'edizione MS-DOS supporta solo i PC più basilari, con grafica CGA e sonoro minimale. La versione Apple II fu piuttosto fedele nonostante i limiti tecnici, mentre quella BBC Micro/Acorn Electron fu meno riuscita.
La versione Atari 8-bit, edita in epoca tarda (1993) dalla polacca LK Avalon, fa uso di grafica a gradazioni dello stesso colore e ha problemi di frame rate.

## Sviluppo
Barbarian è stato ideato da Steve Brown, che, grazie al buon successo ottenuto con Cauldron e il suo seguito, Cauldron II: The Pumpkin Strikes Back, ebbe mano libera da parte di Palace Software per la creazione di un nuovo titolo. Per lo stile grafico si ispirò alle illustrazioni di Frank Frazetta, mentre per le caratteristiche e i personaggi ai romanzi di Robert E. Howard basati su Conan il barbaro.
L'intenzione di Brown era quella di realizzare un picchiaduro "il più possibile brutale e realistico". Per questo motivo si fece riprendere, con una telecamera, mentre provava le mosse utilizzando una spada di legno; i grafici, ricalcando su fogli quadrettati trasparenti i vari filmati, trasferirono le immagini nel gioco pixel per pixel. Mentre provava una di queste mosse, chiamata Web of Death e copiata dal film Conan il barbaro, Brown per poco non si cavò un occhio.
Brown pensava che, in generale, le illustrazioni delle copertine delle confezioni dei videogiochi all'epoca fossero piuttosto scadenti; per questo motivo suggerì che una fotografia di persone reali avrebbe ottenuto un successo commerciale maggiore. I suoi superiori furono d'accordo, e ingaggiarono i modelli Michael Van Wijk e Maria Whittaker (modella che appariva spesso in topless sul quotidiano inglese The Sun) per posare, rispettivamente, come barbaro protagonista e come principessa. Il ridotto vestiario dei due modelli provocò diverse critiche dall'opinione pubblica, che riteneva la fotografia "pornografica" e "offensiva verso le donne"; tuttavia questa attenzione non fece altro che aumentare le vendite e l'attenzione verso il titolo.
Poco tempo prima della pubblicazione, Palace Software scoprì che Psygnosis stava producendo un omonimo Barbarian: per differenziarlo aggiunse così il sottotitolo The Ultimate Warrior (traducibile come "il sommo guerriero").
Nel 1988 ci fu un tentativo di proporre Barbarian anche come videogioco arcade, nella macchina a giochi intercambiabili INTEC Video Systems della East Midlands Leisure basata sull'Atari ST, ma l'esperimento non risultò redditizio.